# Berner Jura (okręg)
Berner Jura (niem. Verwaltungskreis Berner Jura, fr. Arrondissement administratif du Jura bernois) – okręg w Szwajcarii, w kantonie Berno, w regionie administracyjnym Berner Jura. Siedziba okręgu znajduje się w miejscowości Courtelary.
Okręg został utworzony 1 stycznia 2010. Składa się z 40 gmin (Gemeinde) o łącznej powierzchni 541,73 km² i o łącznej liczbie mieszkańców  53 628.

## Gminy
| Herb              | Nazwa             |
| ----------------- | ----------------- |
| Belprahon         | Belprahon         |
| Champoz           | Champoz           |
| Corcelles         | Corcelles         |
| Corgémont         | Corgémont         |
| Cormoret          | Cormoret          |
| Cortébert         | Cortébert         |
| Court             | Court             |
| Courtelary        | Courtelary        |
| Crémines          | Crémines          |
| Eschert           | Eschert           |
| Grandval          | Grandval          |
| La Ferrière       | La Ferrière       |
| La Neuveville     | La Neuveville     |
| Loveresse         | Loveresse         |
| Mont-Tramelan     | Mont-Tramelan     |
| Moutier           | Moutier           |
| Nods              | Nods              |
| Orvin             | Orvin             |
| Perrefitte        | Perrefitte        |
| Péry              | Péry-La Heutte    |
| Petit-Val         | Petit-Val         |
| Plateau de Diesse | Plateau de Diesse |
| Rebévelier        | Rebévelier        |
| Reconvilier       | Reconvilier       |
| Renan             | Renan             |
| Roches            | Roches            |
| Romont            | Romont            |
| Saicourt          | Saicourt          |
| Saint-Imier       | Saint-Imier       |
| Sauge             | Sauge             |
| Saules            | Saules            |
| Schelten          | Schelten          |
| Seehof            | Seehof            |
| Sonceboz-Sombeval | Sonceboz-Sombeval |
| Sonvilier         | Sonvilier         |
| Sorvilier         | Sorvilier         |
| Tavannes          | Tavannes          |
| Tramelan          | Tramelan          |
| Valbirse          | Valbirse          |
| Villeret          | Villeret          |
| Suma              | 40                |

## Zmiany administracyjne
- 1 stycznia 2014
  - utworzenie gminy Plateau de Diesse z gmin Diesse, Lamboing i Prêles
  - utworzenie gminy Sauge z gmin Plagne i Vauffelin

- 1 stycznia 2015
  - utworzenie gminy Péry-La Heutte z gmin La Heutte oraz Péry
  - utworzenie gminy Petit-Val z gmin Châtelat, Monible, Sornetan oraz Souboz
  - utworzenie gminy Valbirse z gmin Bévilard, Malleray oraz Pontenet